# Aya Terakawa
Aya Terakawa (寺川 綾, Terakawa Aya), née le 12 novembre 1984 à Osaka, est une nageuse japonaise spécialiste des épreuves de dos. Elle compte à son palmarès une médaille olympique et trois médailles mondiales en individuel.

## Palmarès

### Jeux olympiques
| Épreuve / Édition        | Athènes 2004     | Londres 2012         |
| 100 mètres dos           | -                | Bronze 58 s 83       |
| 200 mètres dos           | 8e 2 min 12 s 90 | -                    |
| Relais 4 × 100 m 4 nages | -                | Bronze 3 min 55 s 73 |

### Championnats du monde

#### En grand bassin
- Championnats du monde 2011 à Shanghai (Chine) :
  -  Médaille d'argent du 50 mètres dos.

- Championnats du monde 2013 à Barcelone (Espagne) :
  -  Médaille de bronze du 50 mètres dos.
  -  Médaille de bronze du 100 mètres dos.

### Championnats pan-pacifiques
- Championnats pan-pacifiques 2002 à Yokohama (Japon) :
  -  Médaille d'argent du 200 mètres dos.

- Championnats pan-pacifiques 2010 à Irvine (États-Unis) :
  -  Médaille d'argent du 50 mètres dos.
  -  Médaille d'argent du 100 mètres dos.
  -  Médaille de bronze au titre du relais 4 × 100 mètres quatre nages.